# Järnbristanemi
Järnbristanemi - Svensk ICD10
Järnbristanemi är en typ av anemi, brist på röda blodkroppar, som beror på järnbrist. Vid järnbristanemi är blodets erytrocyter oftast för små (microcytär anemi) och alltid hemoglobinfattiga (hypokrom anemi). Liksom vid andra anemier är halten av hemoglobin för låg för att kunna transportera syre i tillräcklig mängd.

## Diagnos
Efter att anemi har konstaterats måste det påvisas att järnbrist är orsaken. Blodstatus är alltid förstahandsanalys vid utredning av anemi:
- Lågt MCV (mikrocytär anemi)
- Lågt MCHC (hypokrom anemi)

MCV behöver i undantagsfall inte alltid vara lågt trots järnbristanemi på grund av samtidiga makrocytära faktorer, till exempel megaloblastanemi orsakad av folatbrist. Järnstatus kontrolleras med blodprov och visar följande mönster:
- Ferritin - lågt
- Serumjärn och järnmättnad - lågt
- Transferrin och TIBC - högt

Inflammation kan påverka järnproverna i motsatt riktning.

## Orsaker
- För litet intag av järn på grund av dålig kost eller nedsatt absorption (inflammation i mag/tarm-kanalen ex vid celiaki (glutenintolerans) och Crohns sjukdom)
- Blodförlust genom menstruation, blödningar.
- Ökat järnbehov hos växande barn och ungdomar, gravida och prematura barn.